# Spoken word

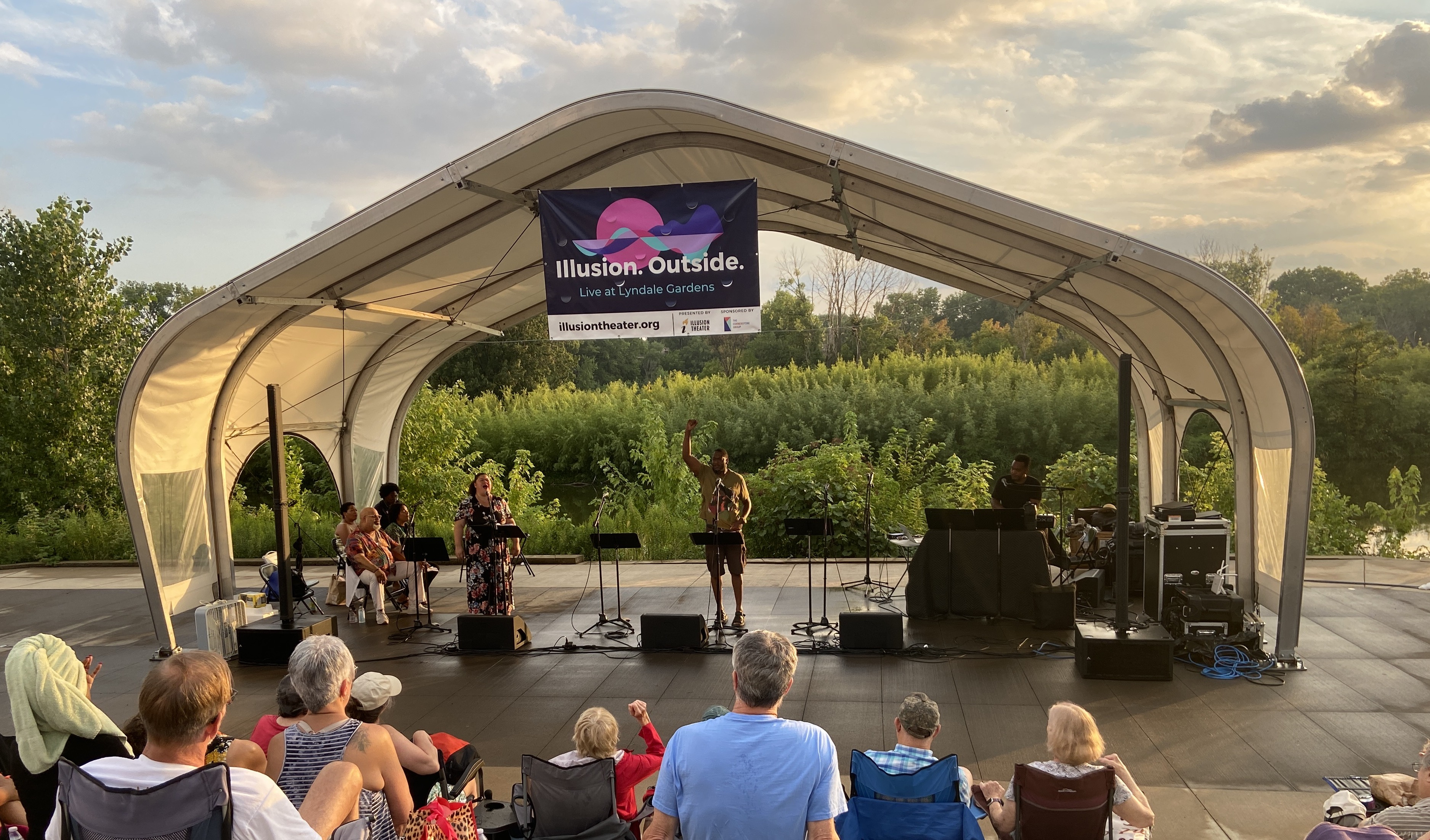
Frank Sentwali, poesía hablada "En este momento... ahora". Anfiteatro en Lyndale Gardens en Richfield, Minnesota, EE. UU.

El Spoken word (traducido literalmente, significa palabra hablada) es un tipo de performance poética que utiliza además elementos musicales y teatrales. Se centra generalmente en la representación de la palabra como tal, el tono, la entonación, el ritmo, los gestos y la expresión facial, entre otros. Mezcla el discurso narrativo con la improvisación y recursos poéticos como la rima, los juegos de palabras, las repeticiones etc. para envolver al auditorio en una atmósfera especial. Se trata de conferir a la voz humana todas las capacidades y posibilidades de un instrumento musical. Precedente del rap, pero la voz en el rap va al compás del ritmo musical.

## Historia
El spoken word ha existido a lo largo de la historia en diversas formas de poesía oral en culturas en que la tradición oral era todavía importante como vía de transmisión de conocimientos, tradiciones o incluso mensajes políticos. Particularmente, en África se acompaña de percusión y danzas. 
Como moderno género literario, inserto en el Postmodernismo, nació en Estados Unidos con la poesía jazzística que cultivaron autores del Renacimiento de Harlem en los años 20 y que incorporaba los ritmos del jazz y la improvisación. Poesía que continuaron los autores de la Generación beat en los 50. Son de notar las lecturas de poesía (y grabaciones en audio) de William Burroughs, Allen Ginsberg o, ya a finales de los 60, John Giorno.
Se hizo muy popular entre la comunidad negra en los años 60, pues solía ser uno de los medios artísticos usados para protestar a favor de la igualdad de derechos civiles de los afronorteamericanos. El éxito de la canción The revolution will not be televised de Gil Scott-Heron hizo que el spoken word se extendiera a la cultura popular aquel 1970. 
En los mismos años, autores como John Cage, Patti Smith, Serge Gainsbourg o Leonard Cohen experimentarán usándolo con otros géneros musicales como el rock o la música sinfónica. Madonna ha experimentado fusionándolo con el pop o el cabaret a comienzos de 1990. 
Puede considerarse un género vivo, continuado actualmente por autores como la propia Patti Smith o Henry Rollins.
En el año 2014, el MC alicantino Nach, publicó "Los Viajes inmóviles", su primer disco de poesía hablada, sentando un hito para el rap en español.

## Artistas importantes
- Tatiana AS2
- OTEP
- Jim Morrison
- Leonard Cohen
- Laurie Anderson
- Jamika Ajalon
- Fabian Villegas
- Jello Biafra
- Prince Ea
- Chi Cheng
- Sage Francis
- GG Allin
- Gérard Ansaloni
- Allen Ginsberg
- William Burroughs
- Jesse Glass
- Hedwig Gorski
- Gil Scott Heron
- Bill Hicks
- Frank Báez
- Anne Clark
- Chantal Maillard
- Patti Smith
- John Cooper Clarke
- Nicole Blackman
- Homero Pumarol
- Bocafloja
- Michelle Ricardo
- Timothy Leary
- Ken Nordine
- J. Ivy
- Alix Olson
- Henry Rollins
- Saul Williams
- Mike Ladd
- Lydia Lunch
- Alan Vega
- Genesis P-Orridge
- Trebor Healey
- Glaem Parls
- Amehel "Missión Raíz" Àmò̩té̩kùn
- Steve Dalachinsky
- Hotel Books
- Kae Tempest
- Nach
- La Dispute
- Rafael Lechowski
- Cristóbal Doñate
- Francisco Castro Guerra
- Betún Valerio
- Filosoflow
- Fauve
- Levi The Poet